# Paul d'Arlhac
 (janvier 2018).
Si vous disposez d'ouvrages ou d'articles de référence ou si vous connaissez des sites web de qualité traitant du thème abordé ici, merci de compléter l'article en donnant les références utiles à sa vérifiabilité et en les liant à la section « Notes et références ».
Marie Paul d'Arlhac est un écrivain et dramaturge français né le 3 juillet 1834 à Nîmes et décédé le 20 janvier 1883 à Paris 17e. Il utilisait parfois le pseudonyme Paul de Margaliers, pour ses œuvres.

## Biographie
Paul d'Arlhac est fils de Marc Antoine Louis Isidore d'Arlhac, notaire royal à Nîmes et d'Anne Marie Louise née Barrot, cousine germaine de l'homme politique français Odilon Barrot. et par alliance du Général Jean-Baptiste Verchère de Reffye. Paul d'Arlhac fut marié à Henrietta Louise de la Taille des Essarts, Fille de Louis Xavier Adolphe de la Taille des Essarts et Louisa Agnes Vetch, actrice et chanteuse d'opéra comique. 
Il est l'un des membres de la Société des auteurs et compositeurs dramatiques et critique dramatique du journal religieux La Défense,.

## Œuvres
- Les Grands Enfants, comédie en 3 actes, Théâtre du Vaudeville le 7 octobre 1880 en collaboration avec Edmond Gondinet[11].
- Le Secrétaire particulier, comédie en 3 actes, jouée à Paris, au théâtre de l'Odéon, 4 janvier 1877 en collaboration avec Édouard Cadol.
- La Revanche de Raoul, comédie en un acte, Paris, Vaudeville, 12 octobre 1880, en collaboration avec Édouard Cadol.
- Les Gros Bonnets de Kraehwinkel, comédie d'après la petite ville de Kotzebue, 1879, en collaboration avec Édouard Cadol.
- L'Ange du berceau (mélodie et paroles), accompagnement au piano d' A. Masclet.